# Stadion Niżny Nowogród
Stadion Niżny Nowogród – stadion piłkarski w Niżnym Nowogrodzie, w Rosji, zlokalizowany u zbiegu Wołgi i Oki, na striełce. Został wybudowany w latach 2014–2018. Inauguracyjne spotkanie pomiędzy gospodarzem (Olimpijec Niżny Nowogród) a Luch-Energią Władywostok odbyło się 6 maja 2018 roku. Stadion był jedną z aren piłkarskich Mistrzostw Świata 2018.